# Asparaginska kislina
Asparaginska kislina (okrajšano kot Asp ali D; Asx ali B sta okrajšavi tako za asparagin kot za asparaginsko kislino) je α-aminokislina s kemijsko formulo HO2CCH(NH2)CH2CO2H. L-oblika je ena od 20 proteinogenih aminokislin (ki v človeškem organizmu tvorijo beljakovine). Kodona, ki zapisujeta omenjeno aminokislino, sta GAU in GAC. Anion asparaginske kisline se imenuje aspartat.
Asparaginska kislina je poleg glutaminske kisline ena od dveh kislih aminokislin. Njena vrednost pKa je 4,0. 

## Vloga pri biosintezi drugih aminokislin
Aspartat je za sesalce (in s tem za človeka) neesencialna aminokislina, saj ga sesalci sami proizvajajo v dovoljšnjih količin in ni nujno, da ga pridobivajo s hrano. S pomočjo transaminacije se sintetizira iz oksaloacetata. 
Pri rastlinah in mikroorganizmih je aspartat predhodnik drugih aminokislin: metionina, treonina, izolevcina in lizina. Pretvorba se začne z redukcijo aspartata v polaldehid O2CCH(NH2)CH2CHO. Asparagin se proizvede iz aspartata preko naslednje transaminacije:
-O2CCH(NH2)CH2CO2-  +  GC(O)NH3+   O2CCH(NH2)CH2CONH3+  +  GC(O)O
(kjer sta GC(O)NH2 in GC(O)OH glutamin oziroma glutaminska kislina)

## Druge biokemijske vloge
Aspartat je tudi presnovek v ciklusu sečnine ter sodeluje v procesu glukoneogeneze. Sodeluje tudi v malat-aspartatnem ciklusu. Aspartat je prav tako donor dušikovega atoma v biosintezi inozitola, ki je predhodnik purinskih baz.

### Kot živčni prenašalec
Aspartat (konjugirana baza asparginske kisline) je ekscitatorni živčni prenašalec v osrednjem živčevju in spodbuja receptorje NMDA, vendar ne tako močno kot glutamat.

### Prehrambeni viri
Asparaginska kislina ni esencialna amino kislina,človek jo lahko sintetizira iz vmesnih produktov osredne presnove poti. Snov je najti v naslednji prehrani:
- hrana živalskega izvora: meso in mesni izdelki,
- hrana rastlinskega izvora: kaleča semena, ovseni kosmiči,  avokado, beluši,
- prehranska dopolnila,
- sladilo aspartam.

### Kemična sinteza
Racemna asparaginska kislina se lahko sintetizira iz dietil natrijevega ftalimidomalonata (C6H4(CO)2NC(CO2Et)2).